# 左旗增八
狐狸座10，又名BD+25 3933，HD 186486、SAO 87633、HR 7506，是狐狸座的一颗恒星，视星等为5.49，位于銀經61.61，銀緯0.98，其B1900.0坐标为赤經19h 39m 33.4s，赤緯+25° 0.98′ 57″。